# Giovanni Fabris (politico)
Giovanni Fabris (Venezia, 25 marzo 1950) è un politico italiano.

## Biografia
Laureato in giurisprudenza, è avvocato. Impegnato in politica con la Lega Nord, diventa Senatore della Repubblica Italiana nel 1994 vincendo con il 37,4% dei voti il collegio di Venezia-Spinea per il Polo delle Libertà. Alle successive elezioni politiche del 1996 è ricandidato nel medesimo collegio per la sola Lega Nord, ottenendo il 23,5% e non risultando eletto.
Nel 1997 è candidato sindaco di Venezia la Lega, ottenendo il 10,2% dei voti, diventa quindi consigliere comunale di opposizione, carica che mantiene fino al 2000. 